# フランス保護領チュニジア

フランス保護領チュニジア
Protectorat français de Tunisie (フランス語)
الحماية الفرنسية في تونس (アラビア語)

国歌: سلام الباي（アラビア語）
サラーム・アル・ベイ

La
Marseillaise（フランス語）
ラ・マルセイエーズ

アフリカの地図（地図）

-   チュニジア
-   その他のフランスの領土

フランス保護領チュニジア（フランスほごりょうチュニジア、フランス語: Protectorat français de Tunisie、アラビア語: الحماية الفرنسية في تونس、ラテン語: Al-Ḥimāyat al-Fransīyyat fī Tūnis）とは、フサイン朝チュニジア（チュニジア君侯国）の時代のうち、フランスの影響下にあった1881年から1956年の時代を指す。
1705年に成立したフサイン朝は名目上オスマン帝国の一部であったが、実質的には、同時代のエジプトのムハンマド・アリー朝と同じく、オスマン帝国の影響から独立した国家となっていた。